# Alkuin Hollaender
Alkuin Hollaender (* 20. März 1851 in Ratibor; † 24. September 1909) war ein deutscher Historiker und Lehrer.

## Leben
Seine Eltern waren Isaac und Rosalie Hollaender. Der Vater war Lehrer. Hollaender besuchte zunächst das Elisabeth-Gymnasium in Breslau, dann das Friedrichswerderschen Gymnasium in Berlin. Nachdem er 1870 maturiert hatte, setzt er seine historisch-philologischen Studium an den Universitäten Berlin, Göttingen und Straßburg fort. Theodor Mommsen, Johann Gustav Droysen, Georg Waitz, Wilhelm Studemund und Julius Weizsäcker waren seine Lehrer. Seine Dissertation, über die Kriege der Alamannen im dritten Jahrhundert n. Chr. wurde von Weizsäcker betreut; Hollaender promovierte 1874 in Tübingen, und nicht Straßburg, weil letztere Fakultät auf eine lateinische Fassung dieser Dissertation bestand. Während er dann in Straßburg sein philologisches Staatsexamen bestand und seinen militärischen Dienst leistete, studierte er bei Fritz Baumgarten. Die Geschichte der Stadt Straßburg bildete den Schwerpunkt seiner Forschung bis zum Lebensende. Beruflich wirkte er nach zwei Jahren an der Realschule in Essen an der Realschule bei St. Johann, dann schließlich dreißig Jahre an Straßburgs Oberrealschule am Kaiserpalast als Oberlehrer und Professor. Er unterrichtete ebenso im Pensionat des Diakonissenhauses und an der Iindner'schen höheren Töchterschule in genannter Stadt.
Er war seit dem 23. März 1901 verheiratet mit Martha Obkircher.
Noch 1978 waren Hollaenders Arbeiten über den Schmalkaldischen Krieg unüberholt. Sein Aufsatz von 1892 über die deutsch-schweizerische Intervention zugunsten der Waldenser galt als eine der zwei besten Studien.

## Veröffentlichungen (in Auswahl)
- Die Kriege der Alamannen mit den Römern im dritten Jahrhundert n. Chr. G. Braun, 1874.
- Strassburg im Schmalkaldischen Kriege. Strassburg: Trübner, 1881.
- Strassburg im französischen Kriege, 1552 (1888).
- Eine Schweizer Gesandtschaftsreise an den französischen Hof im Jahre 1557. Historische Zeitschrift 69.3 (1892), S. 385–410.
- Eine Strassburger Legende: ein Beitrag zu den Beziehungen Strassburgs zu Frankreich im 16. Jahrhundert (1893).
- Hubertus Languetus in Strassburg. Ein Beitrag zur Geschichte der Bartholomäusnacht.” Zeitschrift für die Geschichte des Oberrheins, NF 10 (1895), S. 42–56.
- Strassburg und die französischen Politiker 1574 und 1575. Zeitschrift für die Geschichte des Oberrheins (1896).

## Nachruf
- Wilhelm Wiegand: Alcuin Hollaender († 24. September 1909), ein Nekrolog, in: Zeitschrift für die Geschichte des Oberrheins 64 (1910), S. 181–184.